# Drotaverin
Drotaverin je látka uvolňující stahy hladkého svalstva (muskulotropní spazmolytikum). V Česku se prodává pod obchodním názvem No-Spa (vyrábí společnost Sanofi), v zemích bývalého Sovětského svazu např. pod názvem Но-шпа (No-špa).

## Použití
Používá se při bolestivých kolikách nebo při bolestivé menstruaci.